# Thác Ồ Ồ
Thác Ồ Ồ, còn gọi là thác Tiên, là thác ở vùng đất thôn Thanh Khê xã Tiên Châu huyện Tiên Phước tỉnh Quảng Nam, Việt Nam.
Thác Ồ Ồ nằm trên suối Ồ Ồ, con suối bắt nguồn từ dải núi cao 700 m ở phía tây xã Tiên Châu. Suối chảy về hướng đông qua thôn Thanh Khê, đổ vào sông Tiên ở trung tâm xã. Sông Tiên là phụ lưu của sông Tranh trong mạng lưới sông Vu Gia - Thu Bồn.
Thác Ồ Ồ hiện còn giữ nét đẹp tự nhiên đầy hoang sơ, có tiềm năng du lịch mạo hiểm cao. Ở chân thác là hồ bơi có nước trong mát. Tuy nhiên du lịch tới thác hiện còn là tự phát, chưa được tổ chức thành dịch vụ.
Đường đến thác từ Tam Kỳ đi theo Đường tỉnh 616 cỡ 26 km đến thị trấn Tiên Phước 15°29′15″B 108°18′39″Đ / 15,487418°B 108,310775°Đ, rồi chuyển sang Đường tỉnh 614 đi cỡ 4 km đến xã Tiên Châu 15°30′37″B 108°17′35″Đ / 15,510314°B 108,292971°Đ. Từ đây qua sông Tiên đi hướng tây cỡ 3 km tới thôn Thanh Khê và tới thác.

## Tên thác
Tên Ồ Ồ được dùng để đặt cho nhiều thác và suối có ghềnh ở vùng Trung Bộ, được giải thích là do tiếng nước thác đổ nghe được từ xa là tiếng ồ ồ .
- Thác Ồ Ồ ở xã Tân Long huyện Hướng Hóa tỉnh Quảng Trị, cách Quốc lộ 9 khoảng 3 km về phía bắc.[8] 16°37′11″B 106°38′58″Đ / 16,619631°B 106,649393°Đ
- Thác Ồ Ồ trên suối Hòn Lập ở xã Vĩnh Thịnh huyện Vĩnh Thạnh tỉnh Bình Định.[9][10] 14°06′47″B 108°49′22″Đ / 14,113104°B 108,822832°Đ
- Suối Ồ Ồ ở vùng phía đông xã Mò Ó huyện Đakrông tỉnh Quảng Trị, đổ vào sông Ba Lòng.[11] 16°39′58″B 106°55′51″Đ / 16,666082°B 106,930794°Đ
- Suối Ồ Ồ ở vùng phía bắc xã Diên Điền huyện Diên Khánh tỉnh Khánh Hòa.[7][12] 12°19′15″B 109°05′28″Đ / 12,320788°B 109,091196°Đ